# Déontologie financière
La déontologie financière consiste pour les professionnels de la finance à ne pas:
- utiliser à leur profit des informations privilégiées non encore connues du public,
- donner au public ou à des clients des informations volontairement erronées ou de lui cacher des informations importantes,
- manipuler les cours sur le marché,
- profiter ou faire profiter certains clients d'écarts de cours créés artificiellement,
- pratiquer des discriminations entre clients dans le cas par exemple de crédit, sur la base de critères injustifiés,
- prélever des frais non proportionnés à la nature des services apportés,
- conseiller leurs clients en faisant prévaloir l'intérêt des clients sur les profits de l'entreprise financière pour laquelle ils travaillent (ou leur propre commission)
- prendre pour les clients des risques inconsidérés, voire monter des systèmes manifestement dangereux (épargne pyramidale par exemple)
- multiplier les transactions dans le simple but de gonfler les commissions perçues
- et pratiquer du blanchiment d'argent, des détournements de fonds et autres fraudes et escroqueries.

## Surveillance financière
L'AMF en France et la SEC aux États-Unis sont chargés de veiller à la régularité de l'information pour ce qui est des opérations sur titres et des marchés financiers. Par ailleurs les tribunaux civils et pénaux peuvent appliquer des sanctions en cas d'irrégularités dommageables.